# Philippe de Milly
Philippe de Milly, anomenat també Philippe de Nablus, és el setè Gran Mestre de l'Orde del Temple des de gener de 1169 fins al 3 d'abril de 1171.
Philippe de Milly va néixer a començaments del segle xii en el si d'una família procedent de Picardia a Nablus, al regne de Jerusalem, i era fill de Guiu de Milly i de Étiennette de Nablús. Intercanvia amb el rei Balduí III de Jerusalem la seva possessió de Nablus per la de Montréal. Després d'enviudar entra en l'Orde del Temple a 1148. És elegit Gran Mestre al començament de 1169, succeint a Bertrand de Blanchefort. El seu únic fet d'armes conegut sembla que va ser la defensa de Gaza davant les tropes de Saladí. Presenta la dimissió del seu càrrec en la Pasqua de 1171 mentre està en Constantinoble en companyia del rei Amalaric I de Jerusalem. Es desconeix com va acabar la seva vida, encara que és probable que ingressés en un monestir cistercenc com era costum a un cavaller templer en deixar el servei actiu. El va succeir Eudes de Saint-Amand.
| Precedit per: Bertrand de Blanchefort | Gran Mestre 1169 - 1171 | Succeït per: Eudes de Saint-Amand |